# Romantsevski
Romantsevski (en rus: Романцевский) és un poble (un possiólok) de l'óblast de Tula, a Rússia, segons el cens del 2010 tenia 450.